# Machovská Lhota
Machovská Lhota (do roku 1950 známá jako Lhota u Police nad Metují, německy Lhota Mölten) je vesnice, místní část městyse Machova. Leží v okrese Náchod uprostřed Chráněné krajinné oblasti Broumovsko, v údolí mezi Broumovskými stěnami a polským národním parkem Góry Stołowe. Machovská Lhota je rodištěm Karla Dostála (1750–1813), vůdce vzbouřených sedláků na Policku. Spisovatel Alois Jirásek sem zasadil část děje svých románů „U nás“ a „Skaláci“.

## Historie
První písemná zmínka pochází z roku 1254. Po vzniku Lhoty Polické na východní straně potoka Trnkavy vznikla na západní straně Trnkavy též Lhota Náchodská. O Lhotě tzv. Machovské je první zmínka v urbáři panství náchodského z roku 1497. Původně samostatná obec byla v roce 1949 připojena k městysi Machovu. V historii obce Machov je popsána i anabáze exulantů z Machovské Lhoty.
| Rok            | 1869 | 1880 | 1890 | 1900 | 1910 | 1921 | 1930 | 1950 | 1961 | 1970 | 1980 | 1991 | 2001 |
| -------------- | ---- | ---- | ---- | ---- | ---- | ---- | ---- | ---- | ---- | ---- | ---- | ---- | ---- |
| Počet obyvatel | 528  | 523  | 514  | 451  | 400  | 368  | 366  | 252  | 229  | 187  | 164  | 137  | 114  |

## Památky
- Kubečkova evangelická fara (dům s vysazenou patrovou komorou na sloupech)
- Památník obětem 1. světové války
- Zvonička

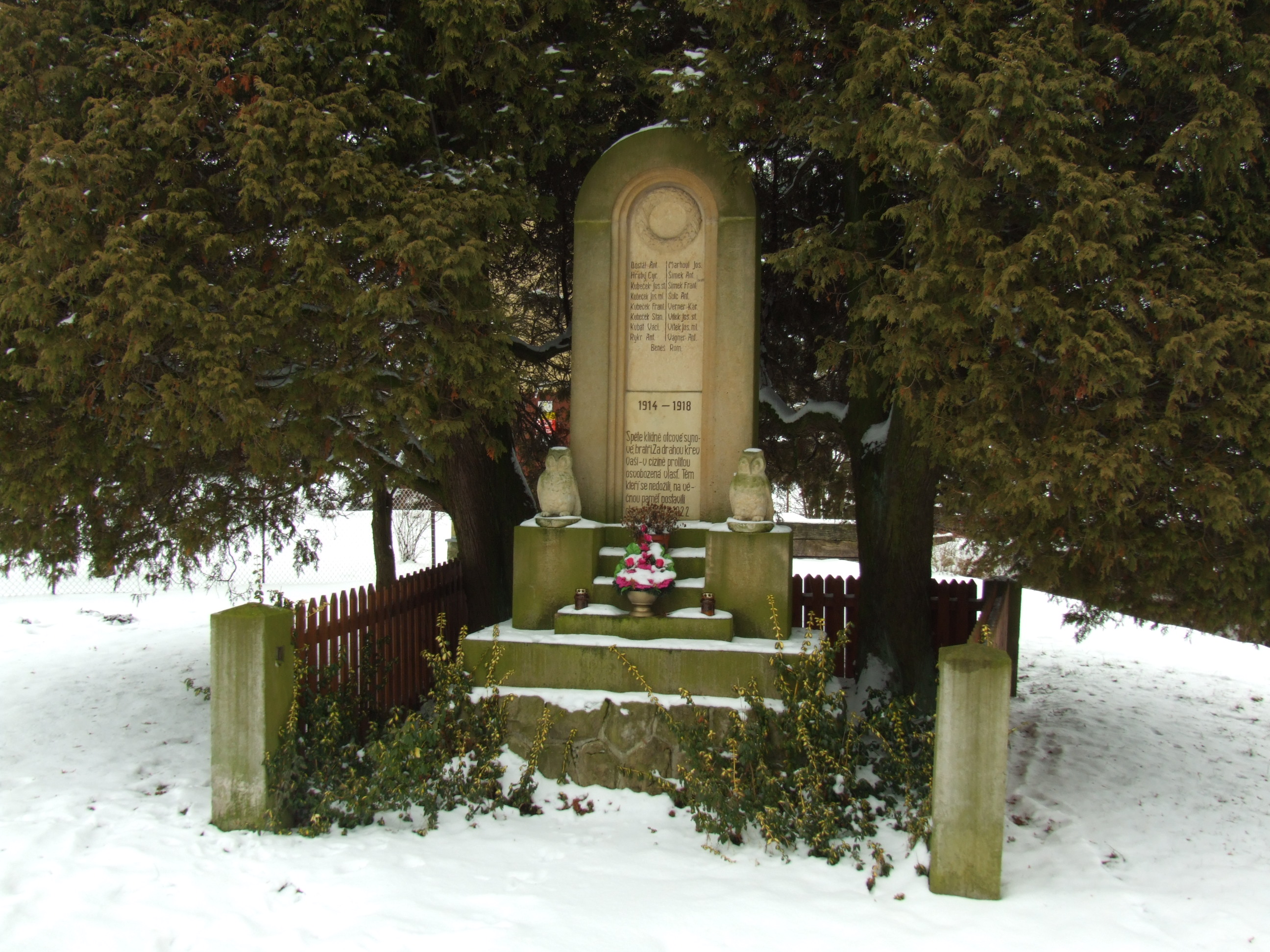
Památník obětem první světové války